# 油須木町
油須木町（ゆすきちょう）は、鹿児島県鹿児島市の町。旧薩摩国日置郡郡山郷油須木村、日置郡郡山村大字油須木、日置郡郡山町大字油須木。郵便番号は891-1104。人口は650人、世帯数は314世帯（2020年4月1日現在）。

## 地理
鹿児島市北西部、甲突川支流油須木川流域に位置し、八重山に連なる丘陵に囲まれた小盆地に水田が広がる農業地域である。町域の北方には花尾町、南方には小山田町、東方には東俣町、西方には郡山町にそれぞれ接している。
町域の中央を南北に国道328号が通っており、南方には鹿児島県道40号伊集院蒲生溝辺線が東西に通っている。

### 河川
- 油須木川（甲突川支流）

## 歴史

### 油須木の成立と中世
油須木という地名は鎌倉時代より見え、薩摩国満家院のうちであった。鎌倉時代には税所氏の支配地であったとされる。南北朝時代になると守護島津氏の力が強まり建武4年（1337年）には比志島彦一に「満家院内 油須木四町」が与えられた。
満家院は島津氏の支配下に入り、近世初頭に比志島氏が移封されるまでは比志島氏の支配に属していた。比志島氏が移封されたのちは島津氏の直轄領となった。文明17年（1485年）には町域の北部にある上ノ原にて島津忠廉が寡兵をもって村田肥前守経安の軍を破った古戦場がある。

### 近代の油須木
江戸時代には薩摩国日置郡郡山郷（外城）のうちであり、村高は「旧高旧領取調帳」では431石余、「三州御治世要覧」では459石余、「郡山郷土史」では明治初年は433石余であった。油須木村は200人規模の小さな村であり、平民に比べ士族の人口が大きく上回っていた。
寛文4年の「郡村高辻帳」には油須木村の名前が見えず、東俣村（現在の東俣町）に属していたとみられる。江戸時代前期から中期ごろに東俣村から分村された。
明治5年に大区小区制が公布され、これに伴い郡山郷の区域が第21大区となり油須木村は第4小区となった。

### 町村制施行以降
1889年（明治22年）には町村制が施行されたのに伴い、それまで郡山郷を構成していた厚地村、東俣村、川田村、油須木村、郡山村、西俣村の6村を合併し郡山村が自治体として発足した。それまでの油須木村は日置郡郡山村の大字「油須木」となった。1956年（昭和31年）には郡山村が町制施行し郡山町となった。
2004年（平成16年）11月1日に郡山町が吉田町、松元町、喜入町、桜島町と共に鹿児島市に編入された。合併に際して設置された法定合併協議会である鹿児島地区合併協議会における協議によって、郡山町の区域の大字については「字の区域を廃止し、当該廃止された字の区域に相当する区域により新たに町の区域を設定し、その名称については表示案に基づき、各町の意向を尊重し合併までに調整するものとする」と協定された。
前述の協定に基づいて、合併前の10月26日に鹿児島県の告示である「 町の区域の設定及び字の廃止」が鹿児島県公報に掲載された。この告示の規定に基づき、それまでの大字油須木は廃止され、大字油須木の全域を以て新たに鹿児島市の町「油須木町」が設置された。

## 人口
以下の表は国勢調査による小地域集計が開始された1995年以降の人口の推移である。
| 年                 | 人口 |
| ------------------ | ---- |
| 1995年（平成7年）  | 944  |
| 2000年（平成12年） | 951  |
| 2005年（平成17年） | 923  |
| 2010年（平成22年） | 764  |
| 2015年（平成27年） | 718  |

## 施設

### 寺社
- 近都宮神社[7][24]
創建年代は不明[10]。島津忠秀を祀る[10][25]。

## 小・中学校の学区
市立小・中学校の学区（校区）は以下の通りである。
| 町丁     | 番・番地       | 小学校               | 中学校               |
| -------- | -------------- | -------------------- | -------------------- |
| 油須木町 | 947-974        | 鹿児島市立花尾小学校 | 鹿児島市立郡山中学校 |
| 油須木町 | 975-1012       | 未設定区域           | 鹿児島市立郡山中学校 |
| 油須木町 | 上記を除く全域 | 鹿児島市立郡山小学校 | 鹿児島市立郡山中学校 |

## 交通

### 道路
一般国道
- 国道328号

主要地方道
- 鹿児島県道40号伊集院蒲生溝辺線

### バス
- JR九州バス
  - 北薩線
    - （鹿児島駅～川田・花尾～薩摩郡山）油須木 - 賦合
    - （鹿児島駅～宮之城・薩摩中央高校）油須木 - 賦合
- 鹿児島市コミュニティバス（あいばす）
  - 郡山地域 東俣・中心部コース[27]
    - （月・水・金運行）賦合 - 安美世
    - （火・木・土運行）賦合住宅 - 安美世、ストリームタウン前 - 協和食品前 - 油須木 - 油須木中 - 油須木団地 - 油須木上

## 参考資料
1. ↑  “自動車登録関係コード検索システム”.   国土交通省. 2021年4月26日閲覧。
2. ↑  “鹿児島市の町名”.   鹿児島市. 2020年7月30日閲覧。
3. 1 2 3  平成16年鹿児島県告示第1775号（町の区域の設定及び字の廃止、 原文）
4. ↑  “鹿児島県鹿児島市油須木町の郵便番号”.   日本郵便. 2025年1月12日閲覧。
5. ↑  “年齢（5歳階級）別・町丁別住民基本台帳人口（平成27～令和2年度）”.   鹿児島市 (2020年4月1日). 2020年5月8日閲覧。
6. ↑  「角川日本地名大辞典」編纂委員会 1983, p. 644.
7. 1 2 3  郡山郷土史編纂委員会 2006, p. 11.
8. 1 2 3 4 5 6 7 8 9 10 11  「角川日本地名大辞典」編纂委員会 1983, p. 644-645.
9. ↑  郡山郷土史編纂委員会 2006, p. 245.
10. 1 2 3 4 5  芳即正 & 五味克夫 1998, p. 330.
11. 1 2  郡山郷土史編纂委員会 2006, p. 325.
12. ↑  郡山郷土史編纂委員会 2006, p. 331.
13. ↑  郡山郷土史編纂委員会 2006, p. 404.
14. ↑  郡山郷土史編纂委員会 2006, p. 405.
15. ↑  市町の廃置分合（平成16年総務省告示第591号、 原文）
16. ↑  “合併協定項目一覧”.   鹿児島市. 2020年10月29日閲覧。
17. ↑  “合併後の住所表示”.   鹿児島市. 2020年10月29日閲覧。
18. ↑  郡山郷土史編纂委員会 2006, p. 436-437.
19. ↑  “国勢調査 / 平成７年国勢調査　小地域集計 / 小地域集計 46鹿児島県”.   総務省統計局. 2021年1月31日閲覧。
20. ↑  “国勢調査 / 平成12年国勢調査 / 小地域集計 46鹿児島県”.   総務省統計局. 2021年1月31日閲覧。
21. ↑  “国勢調査 / 平成17年国勢調査 / 小地域集計 46鹿児島県”.   総務省統計局. 2021年1月31日閲覧。
22. ↑  “国勢調査 / 平成22年国勢調査 / 小地域集計 46鹿児島県”.   総務省統計局. 2021年1月31日閲覧。
23. ↑  “国勢調査 / 平成27年国勢調査 / 小地域集計 46鹿児島県”.   総務省統計局. 2021年1月31日閲覧。
24. ↑  “近都宮神社”.   鹿児島県神社庁. 2021年3月31日閲覧。
25. ↑  郡山郷土史編纂委員会 2006, p. 801.
26. ↑  “小・中学校の校区（学区）表”.   鹿児島市役所. 2020年9月26日閲覧。
27. ↑  “かごしま市コミュニティバス 10 あいばす（郡山地域）”.   鹿児島市. 2021年3月23日閲覧。